# Takasagoagonum scotus
Takasagoagonum scotus is een keversoort uit de familie van de loopkevers (Carabidae). De wetenschappelijke naam van de soort werd voor het eerst geldig gepubliceerd in 1977 door Akinobu Habu.